# Gratianus
Gratianus (von lateinisch gratus: „Der Dankbare“) ist ein römisches Cognomen.

## Namensträger
- Flavius Gratianus (359–383), römischer Kaiser, siehe Gratian
- Gratianus, römischer Usurpator in Britannien, siehe Gratian (Usurpator)
- Gratianus Funarius, Vater der Kaiser Valentinian und Valens
- Lucius Turranius Gratianus, römischer Stadtpräfekt 291–292